# Buthacus leptochelys
Espèce
Synonymes
- Androctonus leptochelys Ehrenberg, 1829
- Androctonus macrocentrus Ehrenberg, 1828
- Buthacus macrocentrus (Ehrenberg, 1828)
- Androctonus thebanus Ehrenberg, 1828
- Buthacus granosus Borelli, 1929

Buthacus leptochelys est une espèce de scorpions de la famille des Buthidae.

## Distribution
Cette espèce se rencontre en Égypte et dans le Nord-Est du Soudan.
Sa présence est incertaine en Libye.

## Description
Le mâle décrit par Cain, Gefen et Prendini en 2021 mesure 63,7 mm et les femelles de 63,1 à 68 mm.

## Systématique et taxinomie
Cette espèce a été décrite sous le protonyme Androctonus leptochelys par Ehrenberg en 1829. Elle est placée dans le genre Buthus par Simon en 1872 puis dans le genre Buthacus par Simon en 1910.
Buthacus leptochelys nitzani a été élevée au rang d'espèce et Buthacus armasi relevée de synonymie par Cain, Gefen et Prendini en 2021 qui dans le même temps placent Androctonus macrocentrus et Buthacus granosus en synonymie.

## Publication originale
- Hemprich & Ehrenberg, 1829 : « Vorlaufige Uebersicht der in Nord-Afrika und West-Asien einheimischen Skorpione und deren geographischen Yerbreitung. » Verhandungen der Gesellschaft Naturforschende Freunde in Berlin, vol. 1, no 6, p. 348-362.